# 岡田郡
- 令制国一覧 > 東海道 > 下総国 > 岡田郡
- 日本 > 関東地方 > 茨城県 > 岡田郡

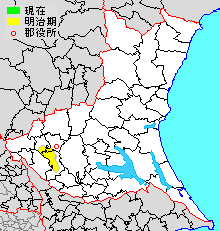
茨城県岡田郡の範囲

岡田郡（おかだぐん）は、茨城県（下総国）にあった郡。かつての鬼怒川西岸にあたる。

## 郡域
- 常総市の一部（概ね鬼怒川以西かつ豊岡町以北）
- 下妻市の一部（概ね鬼怒川以西）
- 結城郡八千代町の一部（蕗田・東蕗田・新地・新地新田・栗山・大間木・磯・村貫・芦ヶ谷・芦ヶ谷新田・尾崎・福岡）

## 歴史

### 近代以降の沿革
- 「旧高旧領取調帳」に記載されている明治初年時点での支配は以下の通り。●は村内に寺社領が、○は寺社除地、×は百姓除地（除地とは領主から年貢免除の特権を与えられた土地）が存在。下記のほか鴻ノ山新田、古間木新田、馬場新田、栗山新田が存在したが、記載されていない。（46村）

| 知行         | 知行                         | 村数 | 村名 |
| ------------ | ---------------------------- | ---- | --- |
| 幕府領       | 幕府領                       | 22村 | 村岡村、芦ヶ谷村、栗山村、国生村、五箇村、馬場村、尾崎村、左平太新田、○崎房村、孫兵衛新田、鴻ノ山村、岡田新田、大沢新田、●古間木村、●大生郷村、伊左衛門新田、五郎兵衛新田、笹塚新田、●横曾根村、横曾根古新田、佐兵衛新田、逆谷新田 |
| 幕府領       | 旗本領                       | 10村 | ○東蕗田村、○西蕗田村、磯村、村貫村、大間木村、中沼新田、○×向石下村、古間木沼新田、●大輪村、●羽生村 |
| 幕府領       | 幕府領・旗本領               | 5村  | 杉山村、×篠山村、倉持村、●花島村、●報恩寺村 |
| 幕府領・藩領 | 幕府領・常陸牛久藩領         | 2村  | 別府村、新地村 |
| 幕府領・藩領 | 幕府領・旗本領・常陸牛久藩領 | 2村  | ●鎌庭村、●皆葉村 |
| その他       | 寺社領                       | 1村  | 飯沼村 |

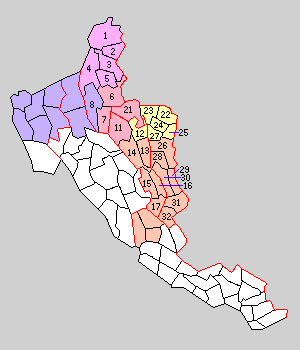
11.安静村 12.大形村 13.岡田村 14.飯沼村 15.菅原村 16.大花羽村 17.豊岡村 （赤：八千代町 橙：常総市 黄：下妻市。1 - 8は結城郡、21 - 32は豊田郡）

- 慶応4年6月27日（1868年8月15日） - 全域が常陸知県事の管轄となる。郡内の常陸牛久藩領は新治郡、河内郡に領地替えとなる。
- 明治初年に芦ヶ谷新田、村岡村新田、蔵持新田、大生郷新田、横曾根新田が起立。（51村）
- 明治2年2月9日（1869年3月21日） - 常陸知県事の管轄地域に若森県を設置。
- 明治4年11月14日（1871年12月25日） - 第1次府県統合により印旛県の管轄となる。
- 1873年（明治6年）6月15日 - 印旛県が木更津県と統合して千葉県が発足。
- 1875年（明治8年）5月7日 - 千葉県管下の下総国のうち利根川以北の区域が茨城県に移管。
- 1878年（明治11年）
  - 12月2日 - 郡区町村編制法の茨城県での施行により、行政区画としての岡田郡が発足。豊田郡本宗道村に設置された「結城豊田岡田郡役所」が管轄。
  - 西蕗田村が蕗田村に改称。

### 町村制以降の沿革
- 1889年（明治22年）
  - 3月31日 - 下記の町村の統合が行われる。（7村）
    - 安静村 ← 蕗田村、東蕗田村、大間木村、芦ヶ谷村、芦ヶ谷新田、逆谷新田、佐兵衛新田、磯村、村貫村、新地村、新地新田、村岡新田、尾崎村、栗山村（現・八千代町）
    - 大形村 ← 別府村、皆葉村、鎌庭村、五箇村、村岡村（現・下妻市）
    - 岡田村 ← 杉山村、向石下村、篠山村、蔵持村、蔵持新田、中沼新田、岡田新田、国生村（現・常総市）
    - 飯沼村 ← 鴻ノ山村、鴻ノ山新田、古間木新田、馬場村、馬場新田、栗山新田、佐平太新田、孫兵衛新田、崎房村、古間木村、古間木沼新田、大沢新田（現・常総市）
    - 菅原村 ← 大生郷村、大生郷新田、伊左衛門新田、笹塚新田、五郎兵衛新田、横曾根新田（現・常総市）
    - 大花羽村 ← 大輪村、花島村、羽生村（現・常総市）
    - 豊岡村 ← 飯沼村、横曾根村、横曾根古新田、報恩寺村（現・常総市）

  - 4月1日 - 上記7村が町村制を施行。
- 1896年（明治29年）4月1日 - 結城郡・岡田郡・豊田郡の区域をもって、改めて結城郡が発足。同日岡田郡廃止。
  - 2015年現在、常総市の大字名・岡田や常総市立岡田小学校に名前を留めている。

## 行政
結城・豊田・岡田郡長
| 代 | 氏名 | 就任年月日                | 退任年月日                | 備考                                       |
| -- | ---- | ------------------------- | ------------------------- | ------------------------------------------ |
| 1  |      | 明治11年（1878年）12月2日 |                           |                                            |
|    |      |                           | 明治29年（1896年）3月31日 | 豊田郡および結城郡との合併により岡田郡廃止 |